# Draževiće
Draževiće (en serbe cyrillique : Дражевиће) est un village de Serbie situé dans la municipalité de Sjenica, district de Zlatibor. Au recensement de 2011, il comptait 246 habitants.

## Démographie

### Évolution historique de la population
| 1948 | 1953 | 1961 | 1971 | 1981 | 1991 | 2002 | 2011 |
| ---- | ---- | ---- | ---- | ---- | ---- | ---- | ---- |
| 535  | 642  | 545  | 563  | 613  | 536  | 431  | 246  |

|  |